# Uduba rinha
Uduba rinha is een spinnensoort uit de familie Udubidae. De soort komt voor in Madagaskar.